# Vierde Nanjing Yangtzebrug
De Vierde Nanjing Yangtzebrug (Chinees: 南京长江第四大桥, Hanyu pinyin: Nánjīng chángjiāng dì sì dàqiáo) is een hangbrug over de Yangtze in China. De brug bevindt zich bij de stad Nanjing. Over de brug loopt de G2501, de ringweg rond Nanjing met twee rijbanen met elk zes rijstroken. De hoofdoverspanning heeft een lengte van 1.418 meter en behoort hiermee tot de tien langste hangbruggen ter wereld. De bouw startte in december 2008. Op 24 december 2012 werd de brug officieel geopend. De bouwkosten van de brug waren 6,8 miljard Yuan hetgeen overeenkwam met 850 miljoen dollar. Schepen van 50 meter hoog kunnen de brug passeren.